# Baiomys
Baiomys é um gênero de roedores da família Cricetidae.

## Espécies
- Baiomys musculus (Merriam, 1892)
- Baiomys taylori (Thomas, 1887)